# Vězeň (film)
Vězeň (v anglickém originále The Package) je americký politický akční filmový thriller z roku 1989, který režíroval Andrew Davis a v němž hlavní role ztvárnili: Gene Hackman, Joanna Cassidy, Tommy Lee Jones, John Heard a Dennis Franz.
Děj filmu se odehrává v době studené války a zachycuje vládu USA a Sovětského svazu, které se chystají podepsat odzbrojovací smlouvu, jejímž cílem je úplná likvidace jaderných zbraní. Avšak složky v armádě obou zemí se ostře staví proti takovému plánu a jsou odhodlány jej za každou cenu zastavit.

## Děj
Johnny Gallagher, seržant americké armády u Zelených Baretů, je součástí jednotky, která hlídá chatu v Západním Berlíně, kde začínají rozhovory mezi americkým prezidentem a sovětským generálním tajemníkem o vzájemném jaderném odzbrojení. V jiné části chaty se však vysocí důstojníci USA a SSSR tajně dohodnou na sabotování těchto rozhovorů. Když generál Carlson odmítne podílet se na spiknutí, je zavražděn. Gallagher je obviněn ze selhání a přidělen k eskortě vojína Waltera Henkea, který má být dopraven zpět do USA k vojenskému soudu.
Po přistání na letišti Dulles je Gallagher přepaden tajnou jednotkou, která unesla Henkea. Gallagher zjistí, že Henke je ve skutečnosti podvodník jménem Thomas Boyette, bývalý voják s historií tajných operací. Gallagher a jeho ex-manželka Eileen, podplukovník, a její asistentka, poručík Ruth Butler, zjistí, že Boyette vstoupil do USA jako falešný vězeň bez pasu, což z něj činí neviditelného pro sledování.
Po několika útocích tajné jednotky na Gallaghera a jeho tým, včetně vraždy Ruth, začne Gallagher pátrat po spiknutí, které má za cíl zavraždit prezidenta. S pomocí svého přítele, detektiva Milana Deliche, se Gallaghers dostanou do Chicaga, kde se plánují další rozhovory. Gallagher používá Boyetteovy sledovací fotografie k nalezení místa atentátu, přičemž skutečný Walter Henke je zabit, aby byl obviněn z atentátu. Boyette se pokusí zabít sovětského generálního tajemníka, ale Gallagher ho zastřelí.
Po konfrontaci s Whitacrem Gallagher odhalí spiknutí, ale Whitacre vysvětluje, že jaderné zbraně jsou jedinou věcí, která brání válce. Gallagher slibuje, že odhalí pravdu. Poté, co se setká s Eileen, zjistí, že Whitacre a jeho sovětští kolegové byli zastřeleni, aby se zamezilo dalšímu odhalení spiknutí.